# Viva Radio 2 (il meglio del 2008)
Viva Radio 2 (il meglio del 2008) è una compilation pubblicata nel 2008 contenente le migliori gag andate in onda durante la stagione 2007/2008 nel varietà radiofonico Viva Radio2, condotto da Fiorello e Marco Baldini.
La compilation, a differenza delle precedenti, è composta anche di un secondo CD contenente alcuni sketch delle passate stagioni.
Contiene inoltre il brano inedito "Chi Siamo Noi" composto da Corrado Rizza, Dom Scuteri e Luca Leonori, con le imitazioni di Fiorello su base House Music.

## Tracce

### CD1: Viva Radio 2 2008
1. Intro CD1 (02:07)
2. Tony Sperandeo - Il Papa Buono (01:53)
3. Paolo Fava & Franco Califano (03:29)
4. Sasha Muccino - Attore Generazionale (01:56)
5. Signorina Buonasera (01:59)
6. Sala Prove Di Amici (03:01)
7. Berlusconi (03:04)
8. Avvocato Messina (03:53)
9. Il Mammo (02:23)
10. Battiato (02:03)
11. Clericus Cup (01:53)
12. Putin (02:16)
13. Ciarrapico (03:11)
14. Cani Famosi (03:10)
15. Pecoraro Ascanio (01:44)
16. Cassano (02:11)
17. Mosley (03:01)
18. Paolo Fava & Mario Biondi (04:48)
19. Il Toro - Spot Con Cristiano Ronaldo (03:06)
20. Tony Sperandeo - La Volpe E La Bambina (02:24)
21. L'Orata (04:11)
22. La Sorella Di Guti (01:51)
23. La Russa - Il Giorno Dopo Le Elezioni 2008 (03:20)
24. Fine CD1 (00:44)

### CD2: I Classici Di Viva Radio 2
1. Intro CD2 (00:42)
2. Gianni Morandi (01:10)
3. Carla Bruni (01:46)
4. Gianni Minà (01:18)
5. Nanni Moretti (01:14)
6. Federico Moccia (01:12)
7. Il Maestro Andrea Camilleri (01:32)
8. Art Attack (00:46)
9. Amadori (01:18)
10. Lo Scimpanzé (01:30)
11. Mostro Inviato (01:18)
12. I Due Gay, Romeo e Giulietto (01:29)
13. Catello (01:29)
14. Quisisana (00:48)
15. Tenore Alagna (01:03)
16. Presidente Ciampi (01:14)
17. Presidente Napolitano (01:53)
18. Onda Verde (01:24)
19. Padre Georg (02:13)
20. Primo Ministro Turco Erdogan (02:22)
21. Umberto Eco (01:09)
22. Gobbo (01:22)
23. Oliviero Toscani (00:47)
24. Martano Volpi (00:37)
25. Flavio Cattaneo (01:46)
26. Luigino (00:42)
27. Blu Notte (02:44)
28. Genius (02:53)
29. TV Calabrese (02:49)
30. Chi Siamo Noi (original version) (03:37)
31. Fine CD2 (00:14)